# Auguste Schmidt
Auguste Schmidt (Breslau, 3 d'agost de 1833–Leipzig, 10 de juny de 1902) va ser una feminista alemanya educadora, periodista i activista en la defensa dels drets de les dones.

## Biografia
Era filla de l'aristòcrata prussià Friedrich Schmidt i la seva esposa Emilie Schöps. El 1842 la família es va traslladar de Breslau a Poznań, on des de 1848 fins a 1850 va estudiar a Luisenschule per ser professora. Entre 1850 i 1855 va treballar com a professora per a una família polonesa, i posteriorment en una escola privada a l'Upper Rybnik. Després de 1855 a 1860 va ser professora a l'Escola Municipal Maria Magdalena de Wroclaw. El 1861 es va traslladar a Leipzig per convertir-se en directora de la "Latzelschen höheren Privattöchterschule", una escola privada de noies de Leipzig.
A partir de 1862 va ser professora de literatura i estètica en una de les institucions educatives de nenes d'Ottilie von Steyber (1804-1870). Una de les seves alumnes va ser Clara Zetkin. El 1864 va començar una amistat amb Louise Otto-Peters. El 1866 juntament amb Louise Otto-Peters van fundar l'Allgemeiner Deutscher Frauenverein (ADF) (Unió General de Dones Alemanyes) de Leipzig per treballar per millorar l'accés de les dones a l'educació superior i les professions que exercien, així com millorar la legislació perquè protegís les dones treballadores. Schmidt i Otto-Peters van ser conjuntament presidentes i van editar la normativa de l'entitat, Neue Bahnen. El 1869 va fundar l'associació de professors i educadors alemanys i, juntament amb Helene Lange fundaren l'any 1890 l'"Allgemeinen Deutschen Lehrerinnen-Vereins" (ADLV). El 1894, es va convertir en la primera presidenta de la Bund Deutscher Frauenvereine o Lliga de les associacions de les dones alemanyes (BDF), que va reunir trenta-quatre grups de dones de drets civils sota un òrgan de control.
Va publicar dues novel·les el 1868, Tausendschön i Veilchen. El conte Aus schwerer Zeit es va publicar el 1895.
Es va retirar el 1900 i va morir el 1902. L'any 2003 es va instal·lar una placa de 14 metres de llarg a la casa on va viure entre 1863 i 1864 al número 5 del carrer Lortzingstraße de Leipzig, per commemorar la seva vida.